# Francisco Pacheco del Río

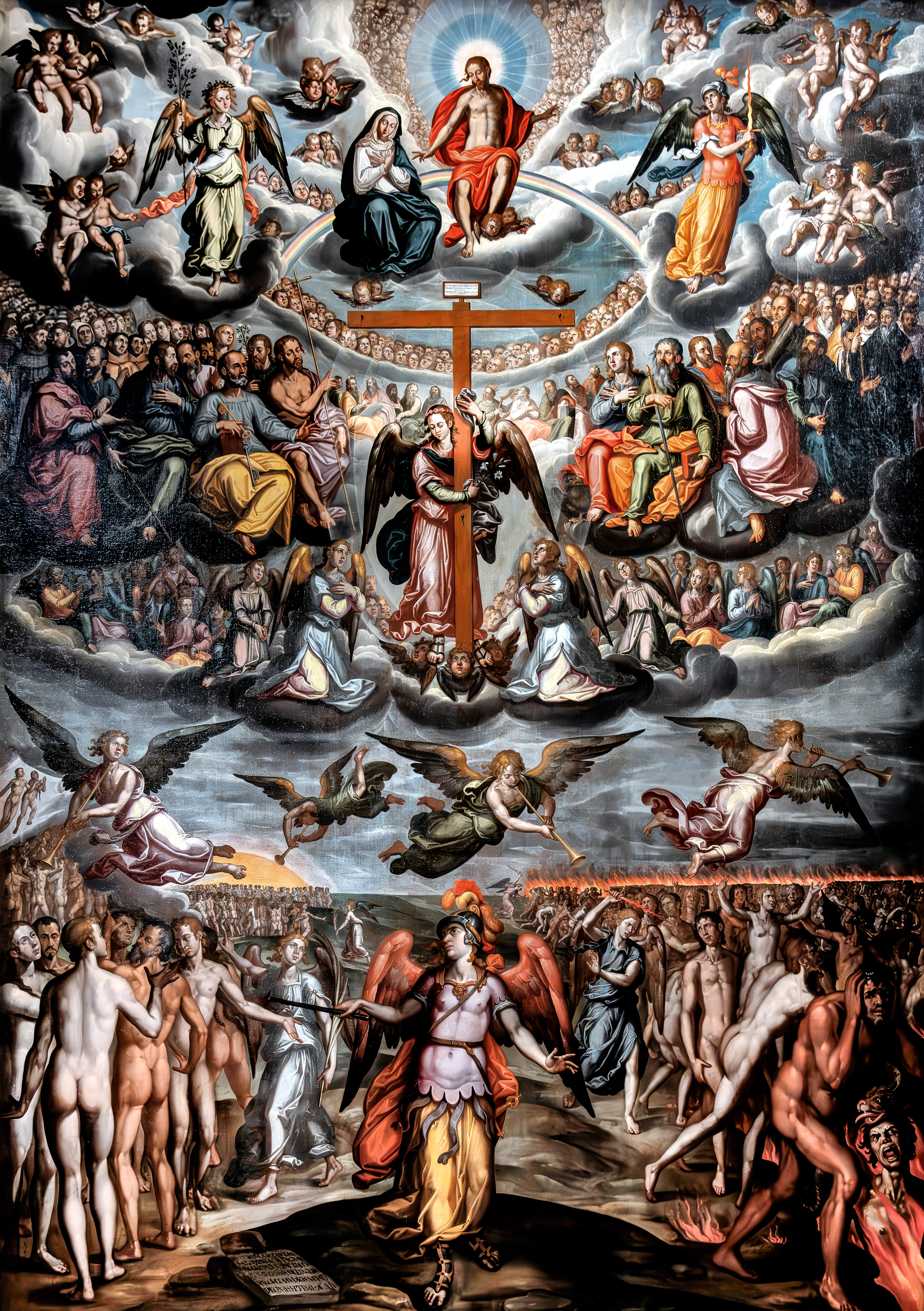
Pacheco Az utolsó ítélet című oltárképe

Francisco Pacheco del Río vagy röviden Francisco Pacheco (eredetileg Francisco Pérez; Sanlúcar de Barrameda, keresztelő napja 1564. november 3. – Sevilla, 1644. november 27.) spanyol festő, grafikus. Diego Velázquez és Alonzo Cano mestere, életének legjelentősebb alkotása azonban 1649-ben megjelent festészetelméleti kézikönyve.

## Élete
Nemesi családban született, Juan Pérez és Leonor del Río gyermekeként (születése éveként a közelmúltig tévesen 1571-et tartották számon). Kitűnő nevelésben részesült nagybátyja, Sevilla kanonokja, Francisco Pacheco házában, akinek nevét tisztelete jeléül később fel is vette. Luis Fernández mellett tanult festészetet, legkorábbi ismert munkái 1589-ből valók. Főként a sevillai és az andalúziai főpapság megrendelésére dolgozott, kezdetben zászlókat, lobogókat, templomi díszítményeket, faszobrokat festett, 1598-tól pedig több társával együtt részt vett a sevillai székesegyház festett díszítményeinek elkészítésében. Első komoly munkáját, a valladolidi Nuestra Señora de la Merced
templomban elhelyezett, Születetlen Szent Rajmund életét bemutató sorozatot 1600-ban készítette el. A megbízást Alonso Vásquez elől sikerült megszereznie, aki a későbbi években is Pacheco legnagyobb riválisa volt. 1603-ban megbízást kapott a sevillai Casa de Pilatos Daidalosz és Ikarosz történetét megelevenítő freskóinak elkészítésére.
1611-ben elutazott Toledóba, Madridba és az Escorialba, aminek során megismerte El Greco és Tiziano műveit. Sevillába való visszatérte után megnyitotta művészeti iskoláját, s többek között tanítványául szegődött a fiatal Diego Velázquez és Alonzo Cano is. 1616-ban Pachecót a sevillai festőcéh főmesterévé választották. 1618-ban az inkvizíció a közerkölcs őrének nevezte ki, s feladata a Sevillában eladásra bocsátott festmények cenzúrázása, az emberi meztelenséget ábrázoló képek kiszűrése volt.
1623-ban ismét Madridba látogatott tanítványaival – köztük az immár vejévé vált Velázquezzel –, s két évet a fővárosban tartózkodott. Ez idő alatt festette meg a királyi udvar megbízásából több száz udvari méltóság portréját. 1625-ben visszatért Sevillába, s itt is tevékenykedett egészen haláláig.

## Életműve
Pacheco bibliai jeleneteket ábrázoló olajképeit a katolikus ikonográfiához való merev ragaszkodás, az ellenreformáció egyéni stílust nem tűrő szigora jellemezte. Portréfestői munkássága jelentősebb, de ezen a téren sem engedte szabadjára művészi intuícióit, pusztán a megbízók kívánalmainak tett eleget: az általa ábrázolt valamennyi emberalak egyöntetűen méltóságot sugároz. Képei technikailag kifogástalanok, bár tónusban szegények és korai képeit egyfajta elnagyolt ecsetkezelés is jellemzi. 1611-es tanulmányútja festészetére is hatott, művészi formanyelve gazdagabb és árnyaltabb lett. 1614-ben fejezte be egyik főművét, a Szent Izabella-konvent (Convento de Santa Isabel) részére festett, Utolsó ítélet című oltárképet. Jelentősek a sarutlan karmeliták madridi konventjének általa festett falképei is. További fontos festményei: Szeplőtelen fogantatás, Miguel Cid arcképével (1611–1621, sevillai székesegyház), Krisztus angyalokkal (1616, Courson-kastély, Párizs), Szent Ágnes misztikus eljegyzése (1628, Szépművészeti Múzeum, Sevilla).
Ő volt az első sevillai művész, aki nem érezte méltóságán alulinak faszobrok, Madonna-szobrok megfestését, emellett nagy hangsúlyt helyezett arra, hogy féldomborművek esetén a háttér és a kisebb alakok is művészi módon meg legyenek festve.
Fennmaradt mintegy háromszáz kisebb grafikája, többnyire határozott vonalvezetésű, fekete-piros krétaportrék, amelyek szabadabb képzeletvilágú alkotónak mutatják. Portrégyűjteménye kultúrtörténeti jelentőségű is, ugyanis Pacheco ezekkel a rajzokkal örökítette meg a házába ellátogatók, köztük Fernando de Herrera és Miguel de Cervantes arcvonásait.
Életművének legjelentősebb darabja spanyol nyelven írt festészetelméleti alapvetése és gyakorlati tanácsadója, amely halála után öt évvel, 1649-ben jelent meg három kötetben Arte de la pintura… (A festés művészete…) címen. Gyűjteményes kötetben adta ki Herrera verseit is.

### Főbb írásai
- Libro de descripción de verdaderos retratos de ilustres y memorables varones, Seuilla, 159?.
- Arte de la pintvra, sv antigvedad, y grandezas, Seuilla, S. Faxardo impressor, 1649.